# Стецюк Валентин Михайлович
Валенти́н Миха́йлович Стецю́к (1937, м. Серго) — український мовознавець, незалежний дослідник у галузі історичного мовознавства та етнології із застосуванням математичного аналізу, підполковник Радянської Армії. Член-засновник УАНТІ.

## Життєпис
Народився в місті Серго (тепер Кадіївка) Луганської області у 1937 році у родині інженера з релейного захисту електроенергетичних систем, яка до війни вважалася забезпеченою. Батьки переїхали з Кропивницького у 1932 році, коли батько закінчив робочий університет і отримав призначення на роботу в систему «Донбасенерго». Має брата і молодшу сестру.
В листопаді 1941 року Стецюка з родиною евакуювали, крім батька, який був спеціалістом у новій на той час галузі електроавтоматики і одночасно був членом партії. Родина опинилася у селищі Кувасай Ферганської області (Узбекистан).
У 1943 році пішов до школи у Фергані, потім навчався у російській школі в м. Кадіївці.
У 1953—54 роках грав у духовому оркестрі.
У 1959 році закінчив Київський політехнічний інститут за спеціальністю «Автоматика і телемеханіка».
По закінченню інституту був призваний до війська на службу у ракетних військах. Служив у обчислювальному центрі Науково-дослідного інституту № 4 Міністерства оборони СРСР у підмосковному селищі Болшево. Спочатку слідкував за ходом будівельних робіт обчислювального центру і прокладкою повітропроводів для ЕОМ «Урал» і «Стріла», займався технічним обслуговуванням перших обчислювальних машин, працював на електронно обчислювальній машині М-50 начальником зміни, потім на М-220 (на напівпровідниках). Кілька років був начальником найбільшого в Європі обчислювального комплексу, побудованому на базі ЕОМ ЄС-1050, пізніше модернізованої у ЄС-1052. Певний період був єдиним спеціалістом в обчислювальному центрі інституту по процесору цієї ЕВМ. Трохи грав у футбол за команду інституту.
Навесні 1985 року, після звільнення у запас, переїхав до Львова і почав займатися незалежними дослідженнями етногенетичних процесів власним графоаналітичним методом.
У серпні 1987 р. підключився до групи львівських інтелектуалів та інакодумців, серед яких були Ярослав Дашкевич, Ірина, Ігор Калинці, Михайло Осадчий, Іван Гречко, Ярослав Гнатів, Роман Фіголь), які мали намір започаткувати самвидавівське машинописне видання, і підключився до цієї роботи. У виданні планувалося висвітлювати широке коло актуальних громадсько-політичних проблем під прикриттям історико-літературної тематики. Видання у формі альманаху отримало назву «Євшан-зілля» і перший номер його вийшов у грудні 1987 р. Більшість статей для альманаху друкувалися на квартирі Стецюка Іриною Калинець. Дещо пізніше найбільш активні автори альманаху заснували УАНТІ.
Одночасно при альманасі сформувалася пошуково-дослідницька група, яка робила експедиції і походи у пошуках історично-культурних пам'яток та їх відновлення як в Галичині, так і в інших регіонах України. Зокрема у 1987 році Валентин Стецюк і Ірина Калинець здійснили експедиційну поїздку по Слобожанщині в межах Луганської області з метою вивчення стану тамтешніх культурних пам'яток і настроїв населення і нав'язання контактів з місцевими активістами.
З 1988 р. керує експедицією «Дністер» Товариства Лева. Написав для експедиції український тест Гімну дністрян (ремінісценція на славетну пісню мореплавців усього світу англ. «Ho! For Californie»).
У травні 1989 року разом В'ячеславом Чорноволом, Михайлом Осадчим, Анталієм Лупиносом був у складі делегації від України на першому всесоюзному з'їзді незалежних журналістів у Ризі. Наступного року там же брав участь у роботі конференції з питань державотворення, організовану Григорієм Приходько. Мав виступ із застереженням про можливість повторення політичних помилок минулого, що викликало неоднозначну реакцію присутніх. Зокрема Приходько, Сергій Головатий і Василь Барладяну оцінили той виступ критично.
7-го травня 1089 р. у Будинку Архітектора (Порохова вежа) у Львові відкрилася попередня установча конференція Народного Руху України. Стецюк виступав з пропозиціями майбутньої організаційної роботи Руху, але виступ залишився без уваги .
Член Ради Товариства Лева з 1988 року. У 1989-90 рр. працював директором Львівського театру імені Леся Курбаса при тісній співпраці театру з групою Євшан-зілля в організації творчих вечорів і деяких вистав театру. Театр був першим з числа трьох лауреатів премії УАНТІ імені Василя Стуса. Двома іншими були Опанас Заливаха і Євген Сверстюк.
В наступні роки співпрацював з редакцією самвидавного Поступу, був відповідальним за 4-й випуск альманаху «Євшан-зілля», публікувався у самодіяльному ілюстрованому літературно-мистецькому та науково-популярному квартальнику Кафедра.
На початку 1991 р. на засіданні Ради Товариства Лева виступив з ініціативою проведення науково-практичної конференції для розробки рекомендацій при веденні пропагандистської роботи на Сході України і, зокрема на Донбасі. Пропозиція була схвалена і організація була доручена Стецюку і Мирославу Тихану із завданням долучити до роботи відомих політиків, політологів і науковців з проблем державотворення. Концеренція під назвою «Питання культури освітньо-пропагандистської роботи в Україні на сучасному етапі» була проведена 30-31 березня того ж року в залі засідань Народного дому у Львові (Театральна, 22). В роботі конференції взяли участь Валентин Мороз, Ігор Ходак, Тарас Стецьків, Дашкевич Ярослав Романович, Іван Білас, Петро Рабинович, Володимир Кампо, Сергій Лилик, Олег Гринів, Володимир Кампо, Володимир Кампо та ще багато активістів зі Львова та інших міст України. Конференція показала, що її ідеї на часі і багато промовців висловлювали сподівання, що практика науково-практичних конференцій з актуальних проблем політичного життя України буде продовжена. На завершення були сформульовані «Рекомендації активістам освітньо-пропагандистської роботи в Україні», які були опубліковані деякими львівськими виданнями. НРУ конференцію проігнорував, так само, як і її рекомендації.
Підготував для розгляду на сесії Верховної ради України 28-29 серпня 1991 року Пропозиції щодо розбудови Збройних Сил України, які не були взяті до уваги.
Після проголошення незалежності перейшов до науково-дослідницької та експедиційної діяльності. З 1995 року до 2006 з перервами був на посаді технічного координатора Українсько-німецького проекту «Дністер»

## Науково-дослідницька діяльність
Лінгвістичними дослідженнями Стецюк ніколи на планував займатися серйозно. Поштовхом до масштабних досліджень було відкриття залежності між кількістю спільних слів у споріднених мовах і відстанню між ареалами, в яких ці мови почали формуватися.
у 80-ті роки він розробив графоаналітичний метод математичної лінгвістики, в основі якого лежить кількісна оцінка та геометрична інтерпретація спільних лексичних одиниць мов різного ступеню спорідненості.
На початку грудня 1984 року, за порадою знайомих, зустрівся з істориком Г. Г. Літаврином з Інституту слов'янознавства і балканістики і познайомив його з ідеєю графоаналітичного методу і першими результатами. Той порадив звернутись до мовознавців та археологів і ознайомити їх зі своєю роботою. Зустрічався практично з усіма провідними мовознавцями у Москві, зокрема Толстой М. І. періодично запрошував на різні мовознавчі заходи — семінари або конференції.
В цілому результати сприймалися з недовірою, а Трубачов О. М. поставився до них різко негативно і натякнув на дилетантство. Мав розмови з В. В. Івановим, В. Н. Топоровим, Ю. Н. Карауловим. Мав зустріч з археологом-славістом В. В. Сєдовим, який зацікавився результатами, сказав, що подібні результати отримала мовознавець з Києва В. Т. Коломієць і порадив застосовувати графоаналітичний метод не на власних даних, а на матеріалах етимологічних словників слов'янських мов, один з яких виходив тоді від редакцією Трубачова, а другий — під редакцією польського вченого Ф. Славського.
У серпні 1984 року в Києві зустрівся з Вірою Титівною Коломієць. Після довгої розмови з обговоренням методу і отриманих результатів, вона сказала, що це практично готова дисертація і вона готова стати керівником наукової праці. Повернувшись до Москви, почав писати дисертацію, згідно з накресленим нею планом. Але невдовзі отримав повідомлення про те, що захищати дисертацію не буде дозволено, бо Валентин Стецюк не мав спеціальної освіти. Коломієць умовила свого чоловіка О. С. Мельничука, який (1921—1997) є членом редколегії часопису рос. «Известия Академии Наук СССР. Серия літератури и язика», опублікувати статтю у цьому часописі. Стаття була опублікована у першому числі 1987 року. Зі статті Валентина Стецюка непрямим чином випливало, що ніякої давньоруської, або інакше східнослов'янської мови не існувало, а російська, білоруська і українська мови розвинулися з первинних діалектів приблизно одночасно з рештою слов'янських мов. Через те, що стаття суперечила панівній в СРСР теорії, примірники часопису зі статтею Стецюка були негайно вилучені з читальних залів бібліотек, а в публікації наступної статті в тому ж часописі було відмовлено. Тест статті було також не прийнято до публікації у часописі рос. «Вопросы языкознания».
Валентин Стецюк намагався познайомити зі своїми дослідженнями інших мовознавців та науковців, зокрема українських у Львові. Контактував з мовознавцями Університету імені Франка і Інституту суспільних наук АН УРСР, зокрема з Д. Г. Гринчишиним, з Т. І. Панько, з Віктором Моїсеєнко та Іриною Калинець, яка познайомила з дослідженнями Стецюка Ярослава Дашкевича. Також вдалося переслати зняток статті Юрію Шевельову до Америки. Це у великій мірі вплинуло на загальне відношення до Валентина Стецюка його добрих львівських друзів, як до дослідника-аматора, який займається маловажними справами сумнівним методом.
Дослідив фінно-угорські, тюркські, тунгусо-маньчжурські, монгольські, сино-тибетьські і кавказькі мови і побудував на цьому матеріялі графову модель спорідненості для кожної з груп мов.
На початку 1998 року вийшла друком книга «Дослідження передісторичних етногенетичних процесів у Східній Європі», яку готував протягом року і була опублікована за допомогою Миколи Жарких. Книга обговорювалась на засіданні відділу археології Інституту суспільних наук. У 2000 році вийшла друга книга.
У 1999 році опублікував статтю «До питання про етнічну приналежність скіфів» у часописі «Археометрія та охорона історико-культурної спадщини».

## Літературна діяльність
- (рос.)Определение мест поселения древних славян графоаналитическим методом. Известия Академии Наук СССР. Серия литературы и языка. Том LXIV. № 1., 1987;
- Дослідження передісторичних етногенетичних процесів у Східній Європі. Перша книга. Львів — Київ, 1998.;
- Дослідження передісторичних етногенетичних процесів у Східній Європі. Друга книга. Львів — Київ,2000;
- Культурні грона Дністра. Мультинаціональна культурно-історична спадщина Наддністрянщини. Івано-Франківськ. Лілея, 2001;
- Сліди давнього населення України в топоніміці. Львів, 2002.;
- Самовияв українців і росіян в приказках і прислів'ях. Україна все ж таки не Росія. Львів, 2005;
- (тур.)Seredniy Stoh ve Yamnaya kültürleri. Akedimik bakış. Cilt 1. Sayı 2. Ankara, 2008;
- Товариство Лева: 1987, 1988, 1989. — Львів: ЛА «Піраміда», 2012;
- Аромат Євшан-зілля: Видавничий дім «Стилос». Київ, 2008. (у свівавторстві з Жарких М. І.);
- рос. Формирование ностратических языков
- Історія Товариства Лева

### Публіцистика
- Своєрідність Донбасу і її причини;
- Передмова до першого випуску альманаху «Євшан-зілля».;
- Ювілейний вечір Хоткевича у Харкові 1988 р. — квартальник «Кафедра», ч. 2 , Харків —Львів, 1988; місячник «Сучасність», ч. 11, Мюнхен, 1988;
- До питання про «українізацію» України. — газета «Культура і життя», 4.02.1990 р.;
- До витоків російської культури і перспектив української — Львів: Brama, 28.03.2000;
- Дещо про українців і українську мову;
- Regimentum mixtum (мішане правління) та Україна. — часопис «Патріархат» ч.5 (341), травень 1999;
- Українські позитиви для майбутнього — часопис «Над Бугом і Нарвою», ч.6 (70), 2003 р. ;
- «Наш здоровий консерватизм» — часопис «Над Бугом і Нарвою», ч.2 (60), 2002 р.;
- В розвиток теми українського консерватизму;
- Про зрілість культурної нації — тижневик «ПіК», головним редактором якого був незабутній Сашко Кривенко, у номері № 30(65) 2000;
- Коментарі у газеті «День»;
- Коментарі на «Огнях»;

### Белетристика
- Жахлива експедиція — Документальна повість;
- По великій воді — Докуменально-пригодницька повість;
- Врятовані совістю — Пригодницька повість;

### Екологічні есеї
- Філософські ремінісценції з експедиції «Дністер» — вісник «Ойкумена». Ч. 1-2. 1995 р.;
- Трансформаційні процеси на Середньому Дністрі. — «Вісник екологічної адвокатури. Екологія. Право. Людина». Ч. 32 (2-3). 2007 р.;
- Si vis pacem, para bellum — «Вісник екологічної адвокатури. Екологія. Право. Людина». 8-9 (38-39). 2008 р.;

### Переклади
У 2011 році переклав для іменки «Мислене Древо» з німецької нарис Дмитра Донцова «Дух Росії».

### Критика
- Критичний огляд першого числа незалежного видання «Спадщина», опублікований у самвидавівському квартальнику «Кафедра» № 8, Львів. 1989 рік.;
- Гнат Хоткевич — композитор, 1988 рік.

### Аналітика
- Абетка політичної боротьби. — вісник Товариства Лева «Поступ» № 14, листопад 1989 року. під псевдонімом Я. Гаврилів;
- Як зібрати кубик Рубика? — вісник Товариства Лева «Поступ» № 8(25), червень 1990 року; альманах «Спадщина» випуск № 4;
- Вплив Сонця на перебіг політичних подій на Землі;
- Від параолімпійських ігор до національної ідеї;
- Наскільки «неспроможна» українська держава?;
- Репутація і спроможність України;
- Наскільки можливий і потрібний в Україні «нульовий варіант»;
- Загадка Росії;
- Дещо про політику мультикультурності;

### Філософські міркування
- Розум, віра і мораль;
- Раціональні, ірраціональні, неявні і уявні знання.;
- Проблема майбутнього та його прогноз;
- Вузлові точки, періоди та імовірність в історії.;
- Фактори стабільності складних систем;
- Зародження і початки моралі у людському суспільстві;
- Гармонія душі і тіла;
- Гармонія фізичних характеристик і фізіологічних потреб;

### Історичні нариси
- До джерел культурної спадщини Наддністров'я;
- Начерк історії землекористування в басейні Дністра;
- Племена українців в Українських Карпатах;
- До питання про етнічну належність скіфів Зб. Археометрія та охорона історико-культурної спадщини. Київ, 1999.

### Статті
- Фінно-угорська топоніміка Центральної Росії та Східної України;
- Експансія фінно-угрів;